# Steffen Iversen
Steffen Iversen, né le 10 novembre 1976 à Oslo (Norvège), est un footballeur international norvégien.
Il est le fils d'Odd Iversen, légende du football norvégien.

## Carrière

### En club
Le 1er janvier 2011, il quitte Rosenborg BK pour le club anglais de Crystal Palace.

### En sélection
International norvégien (79 sélections et 22 buts depuis 1998), il a inscrit le but de la victoire de la Norvège 1-0 contre l'Espagne lors de l'Euro 2000.
Après avoir pris sa retraite internationale en 2008, Iversen prend finalement part à la campagne de qualification pour l'Euro 2012. Toutefois sa participation est à nuancer, puisqu'il n'effectue qu'une appartition en cours de jeu chaque année depuis 2009.

## Palmarès

### Palmarès en club
Rosenborg BK
- Champion de Norvège : 1995, 1996, 2006, 2009 et 2010
- Vainqueur de la Coupe de Norvège : 1995

Tottenham
- Vainqueur de la Coupe de la Ligue anglaise : 1999

Vålerenga IF
- Champion de Norvège : 2005

### Palmarès individuel
- Joueur de l'année du championnat de Norvège : 2006.
- Joueur du mois du championnat de Norvège : Septembre 2006.
- Attaquant de l'année au prix Kniksen : 2006.